# Jürgenstorf
Jürgenstorf – gmina w Niemczech,  w kraju związkowym Meklemburgia-Pomorze Przednie, w powiecie Mecklenburgische Seenplatte, wchodząca w skład Związku Gmin Stavenhagen.
Dzielnice:
- Jürgenstorf
- Krummsee
- Rottmannshagen
- Voßhagen